# Município de Batavia (condado de Clermont, Ohio)
Localização do Ohio nos E.U.A.
O município de Batavia (em inglês: Batavia Township) é um município localizado no condado de Clermont no estado estadounidense de Ohio. No ano 2010 tinha uma população de 23280 habitantes e uma densidade populacional de 216,15 pessoas por km².

## Geografia
O município de Batavia encontra-se localizado nas coordenadas 39° 03′ 45″ N, 84° 10′ 03″ O. Segundo a Departamento do Censo dos Estados Unidos, o município tem uma superfície total de 107.7 km², da qual 102.9 km² correspondem a terra firme e (4.46%) 4.8 km² é água.

## Demografia
Segundo o censo de 2010, tinha 23280 pessoas residindo no município de Batavia. A densidade de população era de 216,15 hab./km².